# Coupe de France 1983/84
Der Wettbewerb um die Coupe de France in der Saison 1983/84 war die 67. Ausspielung des französischen Fußballpokals für Männermannschaften. In diesem Jahr meldeten 3.705 Vereine – erneut ein Zuwachs um über 400 Teilnehmer –, darunter auch solche aus den überseeischen Besitzungen Frankreichs.
Titelverteidiger war Paris Saint-Germain, der in diesem Jahr schon in der ersten landesweiten Runde ausschied.
Gewinner der Trophäe wurde der Football Club de Metz. Dies war sein erster Pokalsieg bei der zweiten Finalteilnahme nach 1938. Endspielgegner AS Monaco stand zum fünften Mal in einem Finale; bei der letzten Teilnahme 1980 waren die Monegassen noch als Sieger vom Platz gegangen.
Für unterklassige Mannschaften entwickelte sich diese Austragung anfangs durchaus vielversprechend. Von den Amateurteams überstanden vier Drittligisten sowie mit der AS Sarreguemines eine viert- und mit dem CA Castets-en-Dorthe eine fünftklassige Elf das Zweiunddreißigstelfinale. In der folgenden Runde setzte sich aber keiner von ihnen durch. Aus der zweiten Division stammten immerhin noch fünf der 16 Teams im Achtelfinale, von denen die AS Cannes und der FC Mulhouse sogar den Einzug ins Viertelfinale schafften. Obwohl beide bis dahin auch schon je zwei Erstligisten aus dem Rennen geworfen hatten – Cannes SEC Bastia und FC Sochaux, Mulhouse Paris Saint-Germain und Girondins Bordeaux –, endete dort ihr Erfolgsweg.
Nach den von den regionalen Untergliederungen des Landesverbands FFF organisierten Qualifikationsrunden griffen ab der Runde der letzten 64 Mannschaften auch die 20 Angehörigen der Division 1 in den Wettbewerb ein. Die Paarungen wurden für jede Runde frei ausgelost und fanden im Zweiunddreißigstelfinale auf neutralem Platz statt; bei unentschiedenem Spielstand nach Verlängerung kam es zu einem Elfmeterschießen. Vom Sechzehntel- bis zum Halbfinale wurden Hin- und Rückspiele ausgetragen. Hatten dabei beide Mannschaften eine gleich hohe Zahl von Treffern erzielt (wobei Auswärtstore doppelt zählten), wurde zunächst das Rückspiel verlängert und anschließend – sofern erforderlich – ein Elfmeterschießen durchgeführt.

## Zweiunddreißigstelfinale
Spiele am 27. bis 29. Januar sowie 4. Februar 1984. Die Vereine der beiden professionellen Ligen sind mit D1 bzw. D2 bezeichnet, diejenigen der landesweiten Amateurspielklassen mit D3 und D4, die höchste regionale Amateurliga als DH („Division d’Honneur“).
| - SEC Bastia D1 – Olympique Nîmes D1 1:0 - FC Pau D3 – FC Montauban D3 1:1 n. V. (3:2 i. E.) - US Valenciennes D2 – SC Abbeville D2 2:1 - FC Tours D1 – UES Montmorillon D3 2:1 - Sporting Toulon D1 – AS Béziers D2 2:0 - AEPB La Roche-sur-Yon D3 – SO Cholet D3 0:0 n. V. (5:4 i. E.) - EA Guingamp D2 – Union Clissons-Korrigans D3 2:1 - AS Saint-Étienne D1 – AJ Auxerre D1 1:0 - FC Rouen D1 – LB Châteauroux D2 2:0 - Stade Rennes D1 – AS Libourne D2 2:0 - Stade Reims D2 – Paris FC D4 2:2 n. V. (4:1 i. E.) - CA Castets-en-Dorthe DH – FC La-Roche-sur-Yon D2 1:1 n. V. (2:0 i. E.) - FC Mulhouse D2 – Paris Saint-Germain D1 1:0 - AS Monaco D1 – Olympique Alès D2 2:0 - RCFC Besançon D2 – AS Corbeil-Essonnes D3 1:0 - Girondins Bordeaux D1 – Brest Armorique FC D1 3:1 | - RC Lens D1 – US Orléans D2 1:0 n. V. - Le Havre AC D2 – US Marly-le-Roi DH 4:2 - Stade Laval D1 – SCO Angers D2 2:1 n. V. - FC Sochaux D1 – FC Thionville D4 2:0 - FC Toulouse D1 – Olympique Marseille D2 2:1 - RC Strasbourg D1 – AC Évreux D3 3:0 - CS Thonon D2 – CO Saint-Dizier D3 2:1 n. V. - SC Orange D3 – US Saint-Tropez DH 1:0 - AS Sarreguemines D4 – US Maubeuge D3 2:1 - FC Metz D1 – Calais RUFC D3 2:0 - FC Nantes D1 – SC Amiens D3 2:1 - AS Nancy D1 – FC Gueugnon D2 1:0 - Olympique Lyon D2 – AS Red Star D2 2:1 - FC Martigues D2 – FC Sète D2 2:0 - AS Cannes D2 – UGA Lyon-Décines DH 2:1 - SM Caen D3 – OSC Lille D1 2:1 |

## Sechzehntelfinale
Hinspiele am 17. bis 19., Rückspiele am 21./22. Februar 1984
| - SEC Bastia D1 – AS Cannes D2 2:1, 1:6 - FC Pau D3 – RCFC Besançon D2 0:1, 2:2 - US Valenciennes D2 – FC Rouen D1 0:3, 0:2 - Girondins Bordeaux D1 – Le Havre AC D2 1:0, 2:0 - Sporting Toulon D1 – FC Toulouse D1 1:0, 1:0 - AEPB La Roche-sur-Yon D3 – EA Guingamp D2 0:1, 0:4 - Stade Rennes D1 – FC Nantes D1 0:2, 0:7 - SM Caen D3 – Stade Laval D1 1:0, 0:1 n. V. (4:5 i. E.) | - CA Castets-en-Dorthe DH – FC Metz D1 0:4, 0:4 - AS Monaco D1 – AS Saint-Étienne D1 1:0, 1:0 - FC Tours D1 – FC Sochaux D1 1:1, 0:3 - CS Thonon D2 – Olympique Lyon D2 1:1, 0:1 - SC Orange D3 – FC Mulhouse D2 1:2, 2:3 - AS Sarreguemines D4 – AS Nancy D1 0:2, 1:9 - FC Martigues D2 – RC Strasbourg D1 0:1, 0:2 - Stade Reims D2 – RC Lens D1 2:2, 0:0 |

## Achtelfinale
Hinspiele am 17., Rückspiele am 20./21. März 1984
| - AS Cannes D2 – FC Sochaux D1 3:0, 1:1 - FC Rouen D1 – Stade Laval D1 1:0, 1:3 - Girondins Bordeaux D1 – FC Mulhouse D2 0:1, 2:2 - Sporting Toulon D1 – EA Guingamp D2 2:0, 0:1 | - FC Nantes D1 – Olympique Lyon D2 0:0, 4:4 - FC Metz D1 – RCFC Besançon D2 4:0, 1:1 - AS Monaco D1 – AS Nancy D1 2:0, 4:1 - RC Lens D1 – RC Strasbourg D1 1:0, 0:0 |

## Viertelfinale
Hinspiele am 4./5., Rückspiele am 11. April 1984
| - FC Nantes D1 – FC Mulhouse D2 2:0, 2:3 - FC Metz D1 – Stade Laval D1 1:0, 2:1 | - AS Monaco D1 – AS Cannes D2 4:2, 4:2 - RC Lens D1 – Sporting Toulon D1 0:1, 2:2 |

## Halbfinale
Hinspiele am 25. April, Rückspiele am 5. Mai 1984
| - FC Nantes D1 – FC Metz D1 2:1, 0:1 | - AS Monaco D1 – Sporting Toulon D1 4:1, 1:2 |

## Finale
Spiel am 11. Mai 1984 im Pariser Prinzenparkstadion vor 45.384 Zuschauern
- FC Metz – AS Monaco 2:0 n. V. (0:0, 0:0)

### Mannschaftsaufstellungen
FC Metz: Michel Ettore – Philippe Thys (Luc Sonor, 36.), Alain Colombo, Fernando Zappia, Robert Barraja – Jean-Philippe Rohr (Daniel Cangini, 66.), Vincent Bracigliano, Jean-Paul Bernad , Éric Pécout – „Tony“ Zvonko Kurbos, Philippe Hinschberger
Trainer: Henryk Kasperczak
AS Monaco: Jean-Luc Ettori  – Claude Puel, Yvon Le Roux, Juan Simón, Manuel Amoros – Patrick Delamontagne, Daniel Bravo, Dominique Bijotat, Bernard Genghini – Uwe Krause, Bruno Bellone
Trainer: Lucien Muller
Schiedsrichter: Michel Vautrot (Besançon)

### Tore
1:0 Hinschberger (102.)

2:0 Kurbos (108.)

### Besondere Vorkommnisse
Schiedsrichter Vautrot leitete bereits sein viertes Coupe-de-France-Finale seit 1979, und es sollte 1987 noch ein weiterer Einsatz folgen. Bis heute (2009) wurde kein anderer Referee von der FFF so häufig berücksichtigt wie der Mann aus der Franche-Comté.
Für fünf weitere Endspielteilnehmer dauerte die Saison noch anderthalb Monate länger, weil sie zum französischen Aufgebot für die Europameisterschaft im eigenen Land gehörten. Alle fünf (Le Roux, Amoros, Genghini, Bellone und Bravo) stammten von der AS Monaco, kamen bei der EM-Endrunde auch zum Einsatz und konnten sich am Ende mit dem Titel eines Europameisters über die entgangene Coupe de France trösten.